# Warm Beach
Warm Beach és una concentració de població designada pel cens dels Estats Units a l'estat de Washington. Segons el cens del 2000 tenia 2.040 habitants.

## Demografia
Segons el cens del 2000, Warm Beach tenia 2.040 habitants, 768 habitatges, i 595 famílies. La densitat de població era de 202 habitants per km².
Dels 768 habitatges en un 33,3% hi vivien nens de menys de 18 anys, en un 68,8% hi vivien parelles casades, en un 5,9% dones solteres, i en un 22,5% no eren unitats familiars. En el 17,1% dels habitatges hi vivien persones soles el 5,9% de les quals corresponia a persones de 65 anys o més que vivien soles. El nombre mitjà de persones vivint en cada habitatge era de 2,66 i el nombre mitjà de persones que vivien en cada família era de 2,97.
Per edats la població es repartia de la següent manera: un 25,1% tenia menys de 18 anys, un 6% entre 18 i 24, un 27,9% entre 25 i 44, un 26,7% de 45 a 60 i un 14,3% 65 anys o més.
L'edat mediana era de 40 anys. Per cada 100 dones de 18 o més anys hi havia 98,6 homes.
La renda mediana per habitatge era de 51.420 $ i la renda mediana per família de 53.611 $. Els homes tenien una renda mediana de 50.240 $ mentre que les dones 28.482 $. La renda per capita de la població era de 26.783 $. Aproximadament el 4,1% de les famílies i el 8,9% de la població estaven per davall del llindar de pobresa.

## Poblacions més properes
El següent diagrama mostra les poblacions més properes.